# Vehicle Assembly Building
Pour les articles homonymes, voir VAB.
Le Vehicle Assembly Building (à l'origine Vertical Assembly Building), ou « VAB », est un  bâtiment de grande taille situé en Floride (États-Unis) utilisé pour préparer les plus gros lanceurs de la  NASA. Construit dans les années 1960 pour assembler la fusée géante Saturn V, il a été utilisé à compter des années 1970 pour préparer la navette spatiale américaine. En 2020 il est en cours de réaménagement pour permettre l'assemblage du futur lanceur lourd de l'agence spatiale américaine, le Space Launch System. C'est un des éléments du  complexe de lancement 39 du centre spatial Kennedy géré par l'agence spatiale. Il est situé sur l'île Merritt sur la côte Atlantique à mi-chemin entre Jacksonville et Miami.

## Historique

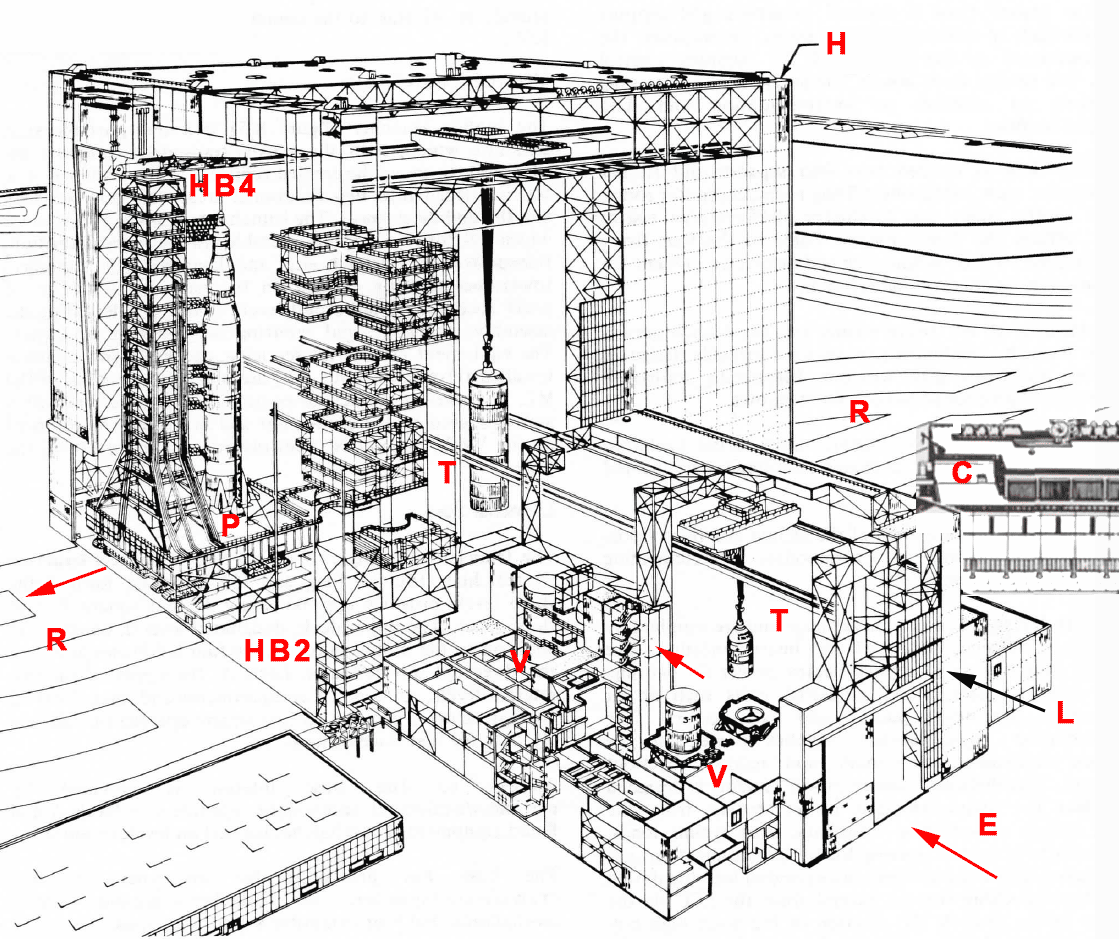
Schéma du VAB à l'époque du programme Apollo : H : Partie haute du VAB comprenant les quatre baies d'assemblage du lanceur - L : Partie basse du VAB - E : Arrivée des composants de la fusée - T : Allée traversant les deux bâtiments (haut et bas) et utilisée pour le transfert des composants vers les cellules de vérification des étages 2 et 3 (V) et vers les quatre baies d'assemblage (deux d'entre elles sont indiquées HB2 et HB4) - P Plateforme de lancement mobile sur laquelle est assemblée la fusée en position verticale - C : Centre de contrôle des lancements (LCC) - R : Voie utilisée par le crawler pour transporter la fusée assemblée jusqu'au pas de tir.

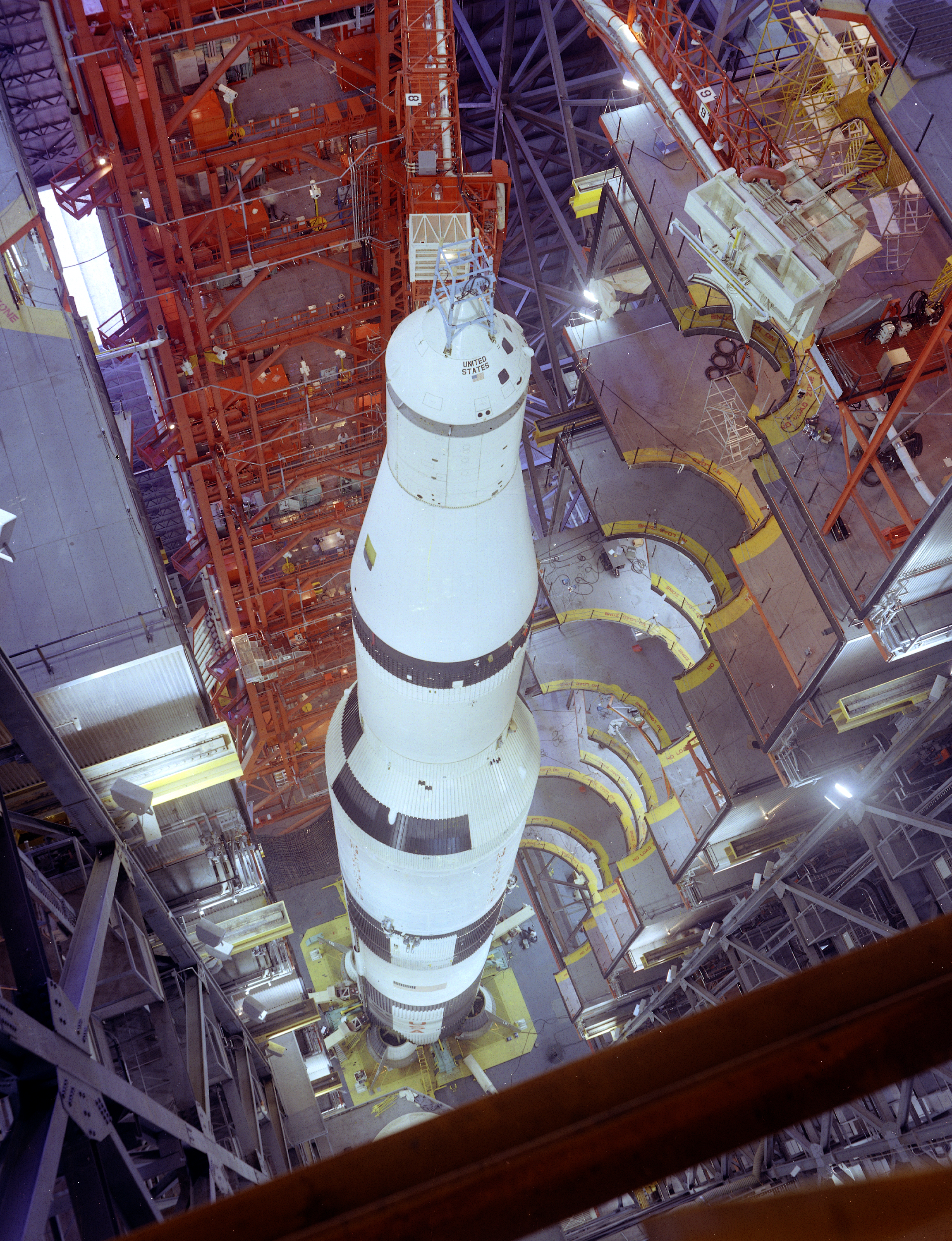
La fusée Saturn V de la mission Apollo 4 complètement assemblée.

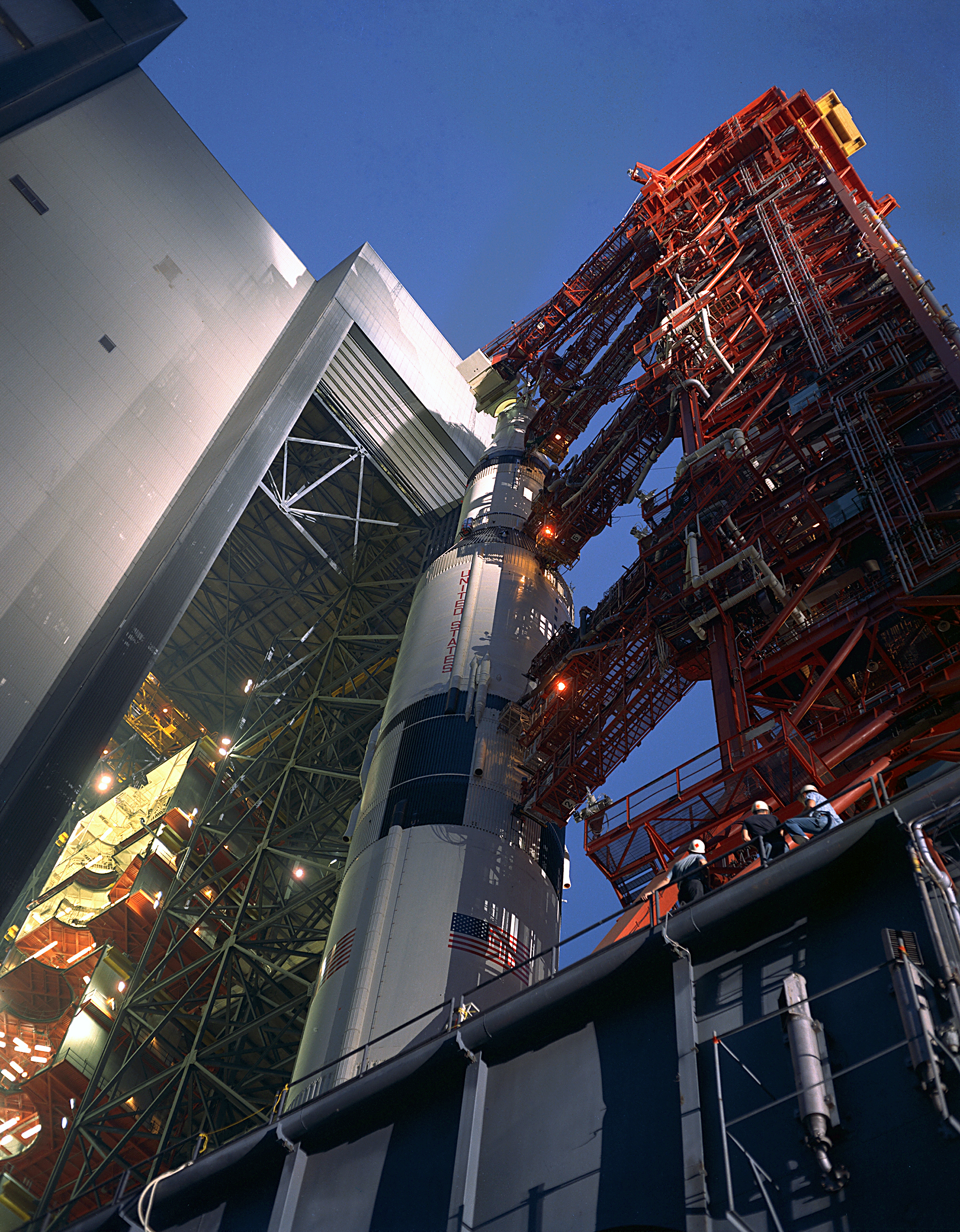
Le lanceur Saturn V de la mission Apollo 12 quitte le VAB pour se diriger vers le pas de tir.

Le VAB a été construit entre 1965 et 1966 par la société d'ingénierie civile Morrison-Knudsen (en), basée à Boise (Idaho), afin d'y assurer l'assemblage des étages de la fusée Saturn V, dans le cadre des programmes Apollo (1967–1972) et Skylab (1973), puis ceux de la fusée Saturn IB, dans le cadre du programme Skylab (envoi des équipages vers la station) et du vol Apollo-Soyouz (en 1975). Il a été ensuite utilisé dans le cadre du programme Space Transportation System (1981–2011), se composant de l'orbiteur (ou navette spatiale), du réservoir externe et des fusées d'appoint, l'ensemble étant posé sur la table de lancement.
Une fois assemblées, les fusées Saturn et le système de transport spatial étaient convoyés jusqu'au pas de tir no 39 du centre spatial, via la Crawlerway, grâce au crawler, un énorme véhicule porte-plateforme se déplaçant sur des chenilles.
Le VAB devait ensuite permettre l'assemblage des fusées Ares I et Ares V, dans le cadre du programme Constellation, amorcé en 2004 dans la perspective d'une reprise des vols habités vers la Lune, mais abandonné par le président Obama pour des raisons budgétaires en 2010, un an avant le dernier vol de la navette spatiale.
Entretemps, en 2007, et dans la perspective de ce programme, il avait été procédé à un important travail de restauration du bâtiment. Les murs extérieurs, en particulier, avaient été repeints afin d'effacer les traces laissées par les éléments (notamment les ouragans) et mettre en valeur l'énorme drapeau américain ainsi que le logo de la NASA.

## Caractéristiques générales
Mesurant 160 mètres de haut, 218 m de long et 158 m de large, couvrant une superficie de 32 500 m2 et offrant un volume de 3 664 883 m3, le VAB constitue le septième plus gros bâtiment du monde par le volume et était le plus grand de Floride de 1965 à 1974. 

## Aménagements et utilisation pour le programme Apollo
Le VAB est construit à l'origine pour assembler les fusées géantes Saturn V du programme Apollo. Quatre fusées Saturn V peuvent être préparées en parallèle. Ce bâtiment jouxte un canal qui permet d'amener par péniche jusqu'à leur lieu d'assemblage les deux premiers étages. Les autres installations du complexe de lancement comprennent le centre de contrôle du lancement (LCC) et deux pas de tir (A et B) distants d'environ 5 kilomètres.
Le VAB est composé de deux bâtiments accolés : une partie haute subdivisée en quatre sous-ensembles pouvant chacun permettre d'assembler une fusée Saturn V à la verticale et une partie basse dans laquelle sont  testés les deux étages supérieurs (le premier étage est directement testé dans la partie haute). Une allée centrale traversant les deux bâtiments est utilisée pour réceptionner tous les composants et les transférer. La fusée est assemblée dans une des quatre baies d'assemblage sur une plateforme de lancement mobile, structure en acier de 41 sur 49 mètres, haute de 7,6 mètres et pesant 3 730 tonnes. Pour les opérations d'assemblage les opérateurs disposent de plateformes mobiles qui peuvent entourer la fusée à différentes hauteurs et d'un pont-roulant fixé au sommet de la structure permettant de soulever 250 tonnes. Sur la plateforme une tour ombilicale haute de 120 mètres comporte huit bras mobiles échelonnés sur toute sa hauteur qui permettent de réaliser les multiples connexions nécessaires jusqu'au lancement (liaisons électriques, pneumatiques, air conditionné, alimentation des différents réservoirs (ergols, hélium, etc.) ainsi qu'une passerelle permettant à l'équipage d'accéder au vaisseau Apollo. La tour ombilicale comprend de nombreux équipements destinés à contrôler les fluides qui y circulent, deux ascenseurs rapides desservant 18 étages ainsi qu'une grue placée à sommet qui permet de soulever une charge comprise entre 10 et 25 tonnes. Une fois la fusée assemblée, l'ensemble formé  par celle-ci, la plateforme et la tour ombilicale  est déplacé vers le pas de tir éloigné de 5 km à l'aide d'un engin spécialement conçu pour cela, le transporteur « crawler » qui est placé sous la plateforme. Le crawler est un engin gigantesque de 2 700 t monté sur quatre bogies à deux chenilles chacun dont la conception est basée sur un engin employé dans les mines à ciel ouvert.
À leur arrivée dans le VAB, les deux derniers étages de la fusée Saturn V (S-II
et S-IVB) ainsi que la case à équipements sont contrôlés (système hydraulique, conduites d'ergols, capteurs des conduites d'ergols, isolation) dans la partie basse du VAB avant d’être transférés à l'aide d'un pont roulant jusqu'à l'une des quatre  baies de la partie haute du VAB où est assemblée la fusée. Les étages sont ensuite  fixés au sommet du premier étage qui lui a été placé, dès sa réception, sur la plateforme de lancement. Pour optimiser la durée de l'assemblage des fusées, la NASA a fait construire des maquettes d'étage qui peuvent être mises à la place de ceux-ci si l’un d’entre eux était retardé. Ces structures ont la même hauteur et la même masse et contiennent les mêmes connexions électriques que leurs modèles. Les étages sont assemblés les uns avec les autres ainsi que la charge utile (vaisseaux Apollo) et la tour de sauvetage. Les liaisons avec la tour ombilicale. Chaque étage est testé individuellement (circuits électriques, hydrauliques, conduites d'ergols, instrumentation, systèmes d'auto-destruction). Une fois tous les étages testés individuellement, trois tests de l'ensemble de la fusée sont réalisés. Le premier consiste à vérifier le fonctionnement des différents systèmes (pneumatique, électrique, etc.), le deuxième consiste à simuler pour chacun de ces systèmes les opérations de lancement et du vol. Enfin un dernier test simule le fonctionnement de l'ensemble de la fusée durant une mission.

Le VAB et les différents véhicules qui y ont été assemblés
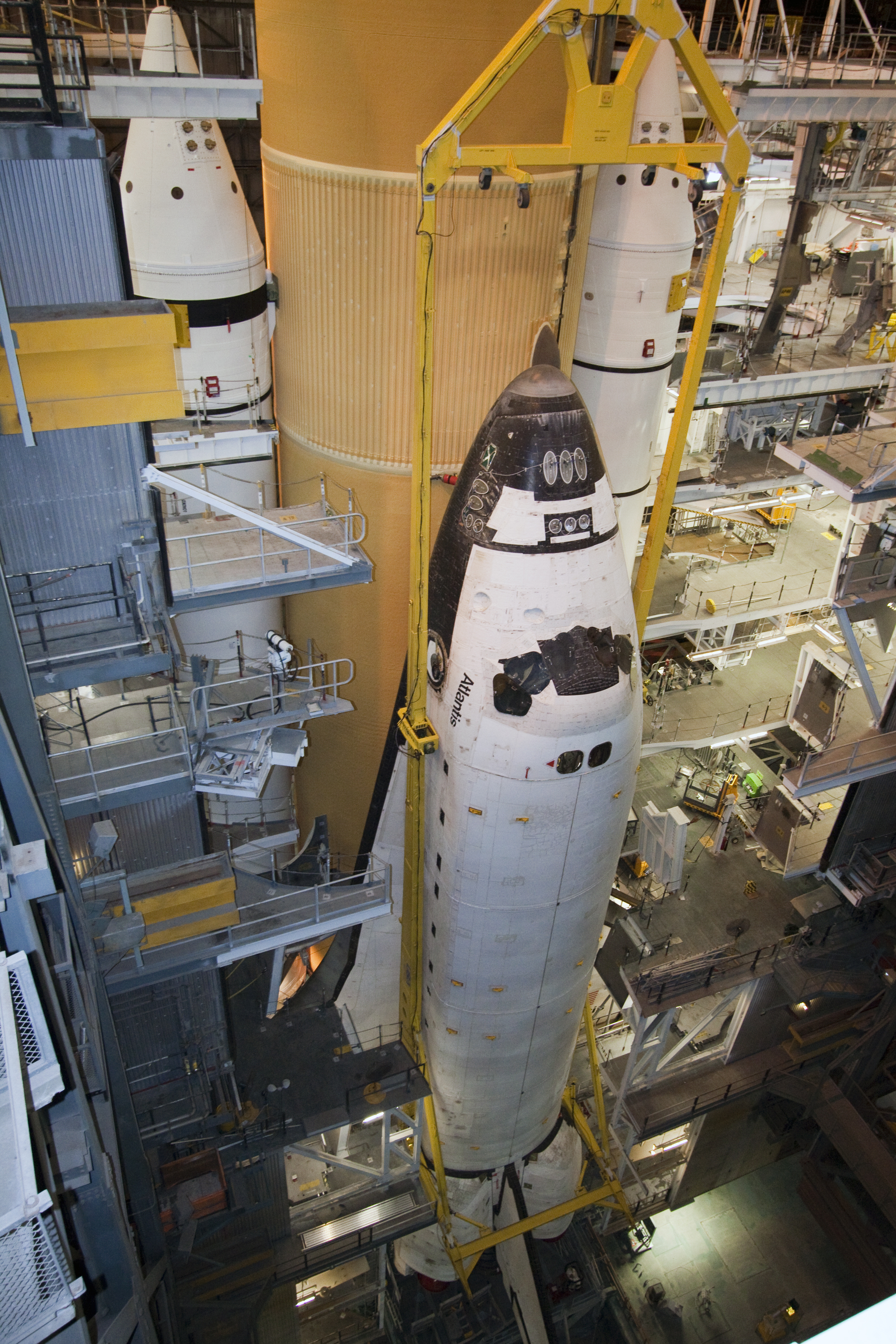
La navette spatiale américaine Atlantis  est fixée au réservoir central et aux propulseurs d'appoint à poudre dans l'une des quatre baies d'assemblage du VAB.
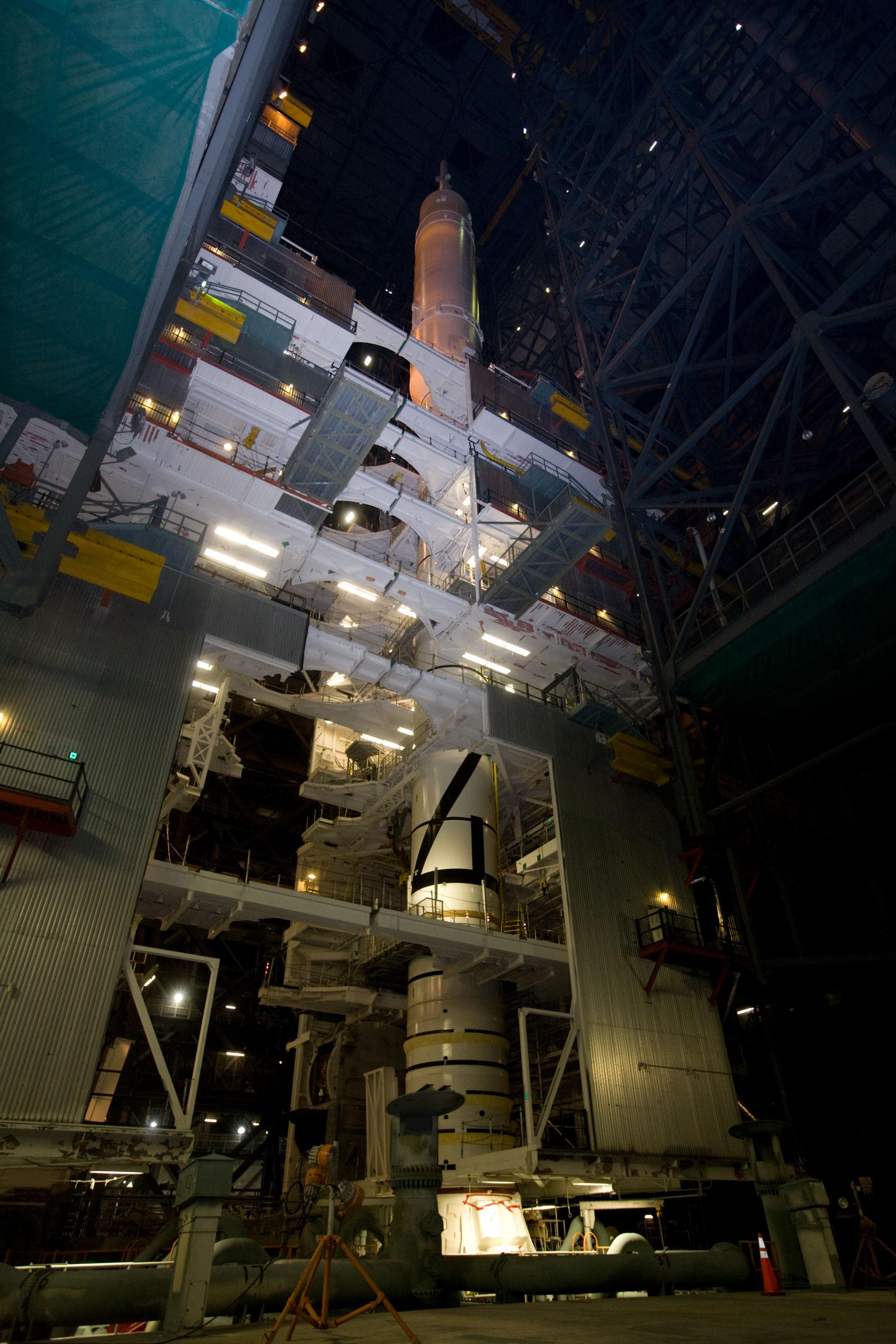
Le lanceur Ares I dans l'une des baies d'assemblage du VAB
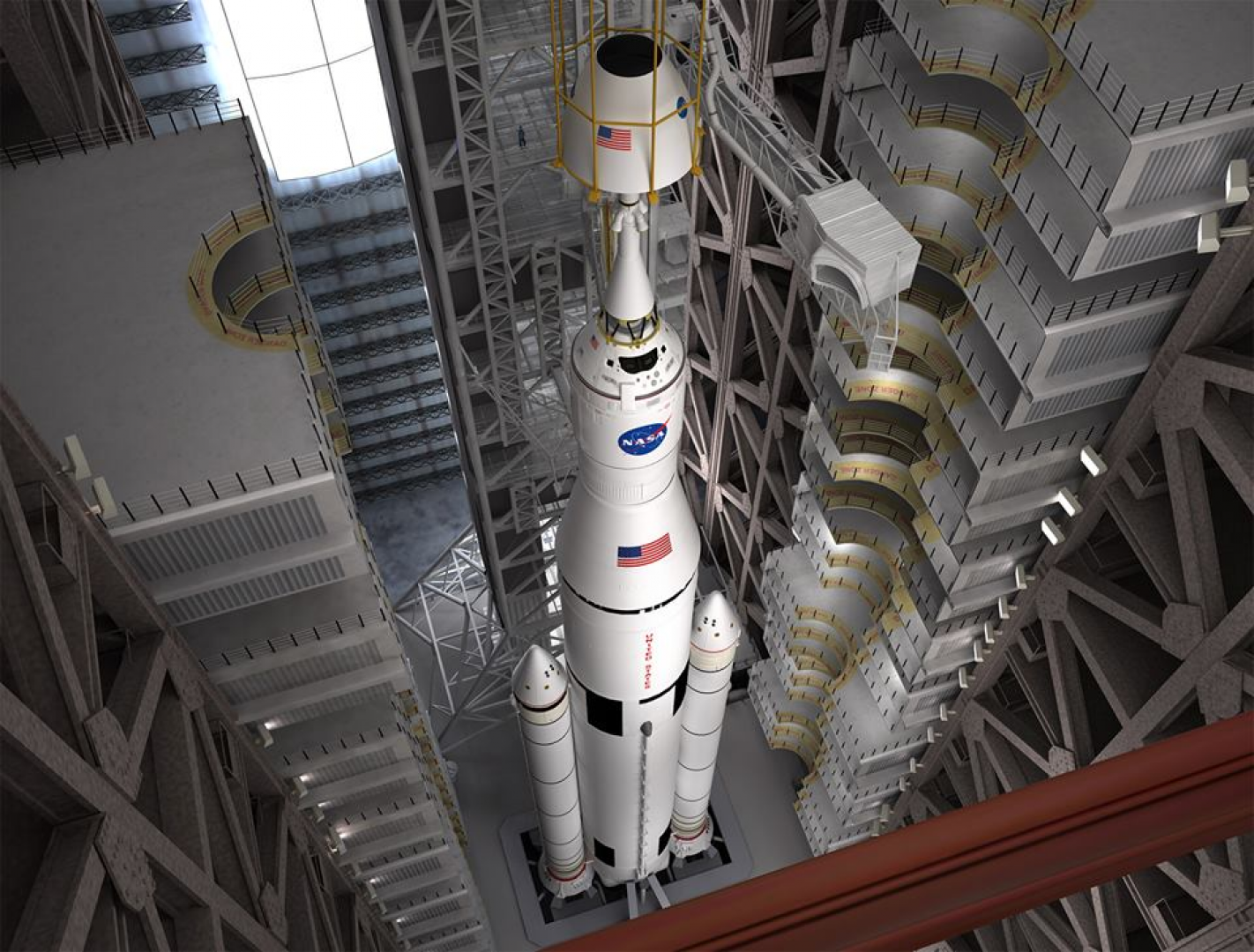
Vue d'artiste du lanceur Space Launch System dans l'une des baies d'assemblage du VAB.
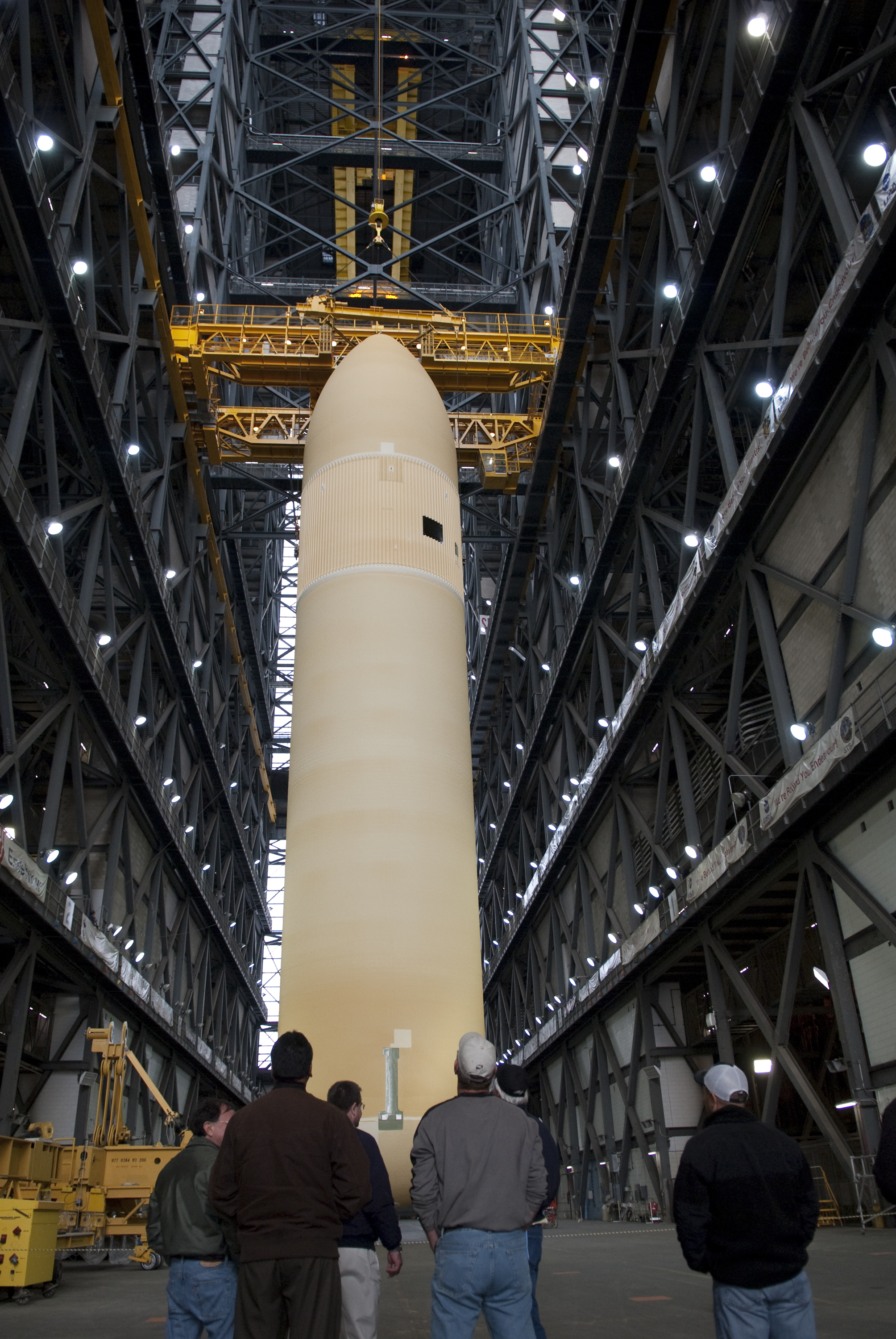
Le réservoir central de la navette spatiale est dressé verticalement dans l'aile de transfert du VAB.